# 베트남의 국가부주석
베트남사회주의공화국의 국가부주석(Phó Chủ tịch nước Cộng hòa xã hội chủ nghĩa Việt Nam)은 베트남의 국가부원수로, 서열은 국가주석에 이은 3위이다. 간칭으로는 부주석이다. 국가주석의 임무 중 일부를 분할해서 분담하고 있으며 국가주석의 유고 시에는 국가주석직을 대행한다.

## 베트남 민주 공화국(북베트남) (1945 - 1976)
- 똔득탕 1960 - 1969
- 응우옌르엉방 1969 - 1976

## 베트남 사회주의 공화국 (1976 - 현재)
- 1. 응우옌르엉방 1976 - 1979
- 1.(공동) 응우옌흐우토 1979 - 1980
- 2. 응우옌흐우토 1980 - 1992
- 3. 쭈후이먼 1981 - 1986
- 3.(공동) 레탄응아 1981 - 1986
- 3.(공동) 쑤언투이 1981 - 1982
- (대리) 후인떤팟 1982 - 1989, 레탄응아와 쑤언투이 퇴임 후 주석 대리
- 4. 응우옌꾸옛 1987 - 1992
- 4.(공동) 담꽝쭝 1987 - 1992
- 4.(공동) 레꽝다오 1987 - 1992
- 4.(공동) 응우옌티딘 1987 - 1992
- 4.(공동) 쩐득르엉 1987 - 1992
- 5. 응우옌티빈 1992 - 2002
- 6. 쯔엉미호아 2002 - 2007
- 7. 응우옌티조안 2007 - 2016
- 8. 당티응옥틴 2016 - 2021
- 9. 보티안쑤언 2021 - 현재

## 같이 보기
- 베트남의 국가주석
- 베트남의 수상
- 베트남의 지도자 명단